# Sandgate (Vermont)
Sandgate es un pueblo ubicado en el condado de Bennington en el estado estadounidense de Vermont. En el año 2020 tenía una población de 387 habitantes y una densidad poblacional de 3,5 personas por km².

## Geografía
Sandgate se encuentra ubicado en las coordenadas 43°9′13″N 73°11′21″O / 43.15361, -73.18917.

## Demografía
Según la Oficina del Censo en 2000 los ingresos medios por hogar en la localidad eran de $41,250 y los ingresos medios por familia eran $46,944. Los hombres tenían unos ingresos medios de $31,042 frente a los $24,191 para las mujeres. La renta per cápita para la localidad era de $22,096. Alrededor del 12.7% de la población estaba por debajo del umbral de pobreza.